# Sobarocephala boliviana
Sobarocephala boliviana är en tvåvingeart som beskrevs av Soos 1963. Sobarocephala boliviana ingår i släktet Sobarocephala och familjen träflugor.
Artens utbredningsområde är Bolivia. Inga underarter finns listade i Catalogue of Life.